# Ion (mitologia)
Ion (gr. Ἴων) – w mitologii greckiej syn Kreuzy (córki Erechteusza, króla Aten) i Apollina. Starożytni uważali go za protoplastę plemienia Jonów.
Według mitu przekazanego przez Eurypidesa w tragedii Ion, Ion był owocem romansu Apollina i królewny Kreuzy. Młoda matka zdecydowała się na porzucenie nieślubnego syna, jednak na prośbę ojca chłopiec został uratowany przez Hermesa i odtąd wychowywał się w Delfach pod opieką kapłanki wyroczni. Po latach Kreuza, już jako małżonka Achajczyka Ksuthosa, przybyła wraz z mężem do Delf, aby zasięgnąć rady w sprawie swojej bezdzietności. Ksuthos otrzymał wyrocznię, że pierwszy młodzieniec napotkany po wyjściu ze świątyni będzie jego synem, toteż kiedy spotkał Iona, od razu uznał go za swego potomka, sądząc, że chłopiec został poczęty w wyniku przygodnego romansu z mieszkanką Delf. Zazdrosna Kreuza planowała zabójstwo rzekomego owocu mężowskiej zdrady, jednak jej zamach został udaremniony. Kiedy młodzieniec zamierzał zemścić się na niedoszłej morderczyni, nadeszła jego stara piastunka, ujawniając informacje, dzięki którym wyszła na jaw prawda o pochodzeniu Iona.
Według innej wersji mitu przekazanej przez Herodota i Pauzaniasza Ion był naturalnym synem Ksuthosa i bratem Achajosa. Nie jest do końca jasne, czy przypisanie ojcostwa bohatera Apollonowi było pomysłem Eurypidesa. Albin Lesky podaje za D.J. Conacherem, że prawdopodobnie była to tradycja występująca już wcześniej. Istotnym argumentem za tym poglądem jest wzmianka u Platona.
Zgodnie z tradycją przekazaną w niezachowanej tragedii Eurypidesa Erechteusz Ion był następcą Erechteusza na tronie Aten i zginął w bitwie pod Eleuzyną.